# Shiraaya
Shiraaya (tiếng Ả Rập: شرعايا) là một ngôi làng Syria nằm ở phó huyện của huyện Hama ở tỉnh Hama. Theo Cục Thống kê Trung ương Syria (CBS), Shiraaya có dân số 100 người trong cuộc điều tra dân số năm 2004.